# (534) Nassovia
(534) Nassovia – planetoida z pasa głównego asteroid.

## Odkrycie
Została odkryta 19 kwietnia 1904 roku w Landessternwarte Heidelberg-Königstuhl w Heidelbergu przez Raymonda Dugana. Nazwa planetoidy uhonorowała Uniwersytet Princeton, a pochodzi od łacińskiej nazwy Nassau Hall, najstarszego budynku uniwersytetu. Przed jej nadaniem planetoida nosiła oznaczenie tymczasowe (534) 1904 OA.

## Orbita
(534) Nassovia okrąża Słońce w ciągu 4 lat i 330 dni w średniej odległości 2,89 j.a. Planetoida należy do rodziny planetoidy Koronis.